# 時任三郎
時任三郎（1958年2月4日—）是一名出身於日本東京都世田谷區的男演員及歌手，曾主演多部電視劇及電影，也有廣告演出。時任三郎憑在1987年主演的電影《永遠的1/2》，獲得第九屆横滨电影节頒發最佳演員獎。

## 主演

### 電影
- 永遠的1/2（1987年）
- 英雄本色III夕陽之歌（1989年）
- 海猿系列（2006-2012年）
- 開心直航（2008年）
- 小孤島大醫生（2022年）

### 電視劇
- 小孤島大醫生（2003年）
- 冰上悍將（2004年）
- 新娘和爸爸（2007年）
- Voice～來自亡者的聲音（2009年）
- 儘管如此也要活下去（2011年）
- Tokyo Control 東京航空交通管制部（2011年）
- TOKYO机场～东京机场管制保安部～（2012年）
- 高海拔診療所 (2012年)
- 救急病棟24小時第五季（2013年）
- 過度保護的加穗子（2017年）
- 監察醫 朝顏（2019年7月） 主演:萬木平
- 監察醫 朝顏 第2季（2020年11月） 主演:萬木平

## 外部連結
- SUBTIME.NET／SABURO TOKITO OFFICIAL SITE （页面存档备份，存于）
- 時任三郎的X（前Twitter）
- 時任三郎的Facebook專頁